# Justin Catayée
Justin Catayée, né le 30 mai 1916 à Cayenne (Guyane) et mort le 22 juin 1962 à Deshaies (Guadeloupe), est un homme politique français.

## Engagement durant la Seconde Guerre mondiale
Il s'engage à Pau en 1941, après la déclaration de la Seconde Guerre mondiale. Il déserte l'Armée d'Afrique vichyste pour s'engager dans les Forces françaises libres en juin 1943. Pour son courage, il est récompensé plusieurs fois : Croix de guerre avec étoile d'or[réf. nécessaire], Médaille coloniale, Médaille militaire[réf. nécessaire].

## Fondateur du Parti socialiste guyanais
Il devient professeur de mathématiques au lycée Félix Éboué après avoir obtenu une licence de science à l'Université de Bordeaux. Il adhère à la section guyanaise de la Section française de l'Internationale ouvrière (SFIO) et devient conseiller municipal en 1953. Déçu par le manque d'ambition de ses camarades, il fonde le Parti socialiste guyanais et le journal "Debout Guyane" dans lequel il propage ses idées.

## Député de Guyane
L'année 1958 est synonyme de campagne électorale pour Justin Catayée. Cette année-là, Charles de Gaulle prépare le référendum pour la nouvelle Constitution à la suite de la Crise de mai 1958. Ce dernier envoie André Malraux dans les départements d'outre-mer afin de faire la campagne du Oui. D'abord favorable au Non, Justin Catayée finit, après ses entrevues avec Malraux, par appeler à voter pour le Oui. Cela lui confère à l'époque une stature politique locale approuvée au niveau national.
Après le succès et l'établissement de la nouvelle Constitution, il décide de se présenter à l'élection législative du 30 novembre 1958, il l'emporte au second tour et devient député de Guyane.
Soutenu par le FDG (Front démocratique guyanais), il s'envole pour Paris au début du mois de juin 1962 afin de présenter et de réclamer à la session parlementaire un statut spécial d'autonomie de gestion pour la Guyane. Alors en session parlementaire, il est alerté de l'interdiction de la manifestation du FDG contre l'établissement de la Légion étrangère en Guyane, commandée par le Préfet René Érignac, et des arrestations qui ont suivi chez les manifestants ayant bravé cette interdiction. Il décide alors d'écourter sa présence à la session et de rentrer en Guyane pour défiler avec ses camarades du FDG le 25 juin.

## Décès
Le vol 117 Air France qui le ramène vers la Guyane le 22 juin 1962 s'écrase sur le morne du Dos d'Âne à Deshaies, en Guadeloupe, peu avant son atterrissage à l'aéroport de Pointe-à-Pitre. Tous les passagers, dont le guadeloupéen Albert Béville, sont tués. À l'issue de la soirée commémorative qui honore la mort de Justin Catayée à la maison de la Mutualité à Paris le 6 juillet 1962, un souhait est formulé : celui de voir une des rues de la municipalité de Cayenne porter son nom. C'est ainsi que la rue Voltaire fut renommée rue Justin-Catayée. C'est dans cette rue que se trouvait au no 32 le premier siège du Parti socialiste guyanais. Une autre rue a été nommée rue du 14 et 22 juin 1962 à Cayenne, appellation plus destinée aux chercheurs et « affranchis » de l'Histoire.

## Hommages
Le 25 juin 2015, une stèle a été inaugurée par le maire de Pointe-à-Pitre, Jacques Bangou, en présence de proches de Justin Catayée et d'élus guyanais.
Une statue de Justin Catayée au pupitre est inaugurée le 22 mai 2013 à Cayenne au rond point de la Madeleine.